# Federação Moçambicana de Futebol

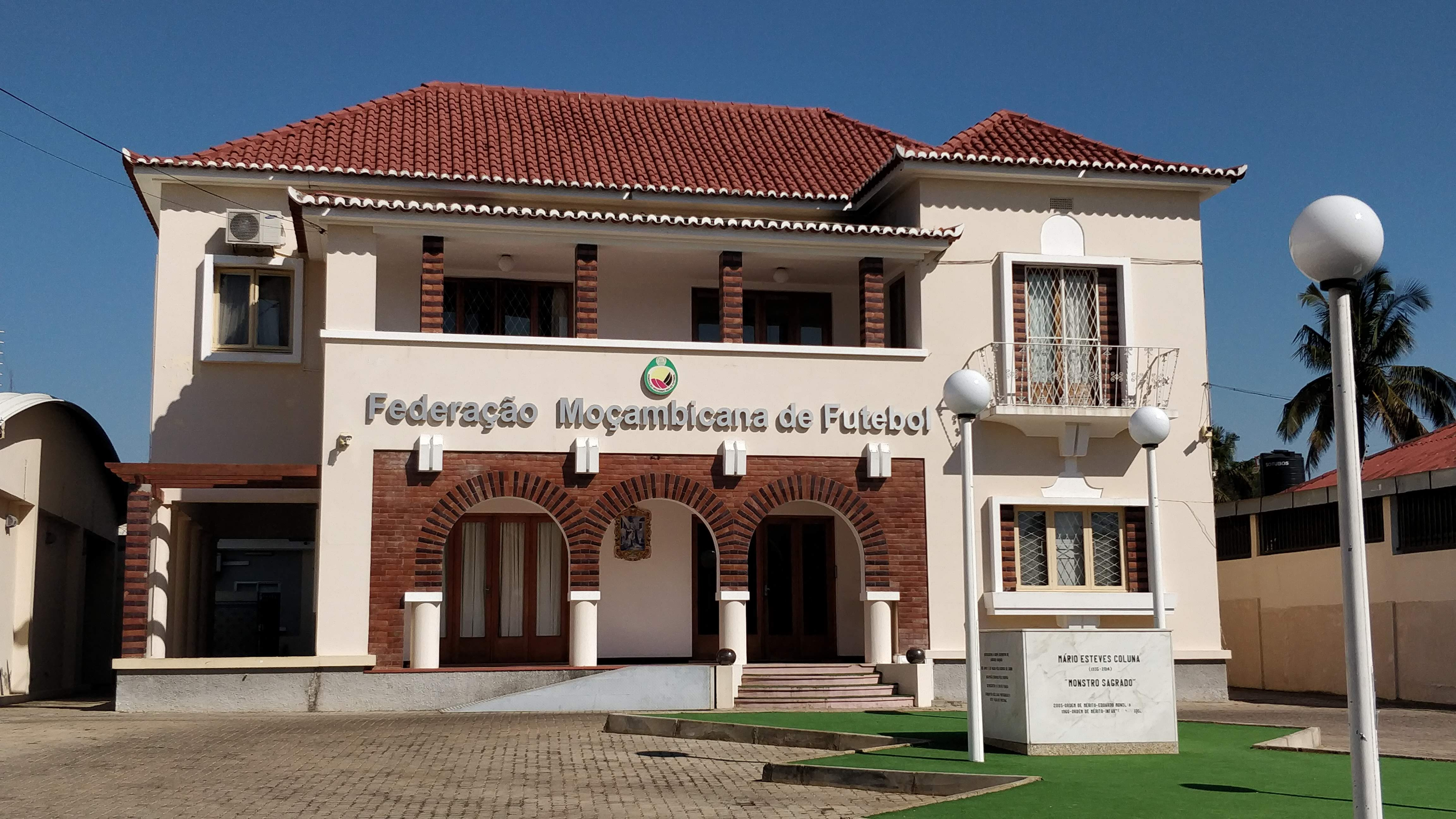
Sitz der FMF in der Avenida Agostinho Neto in Maputo

Die Federação Moçambicana de Futebol (FMF) ist der Fußball-Sportverband in Mosambik. 
Der Verband wurde 1976 gegründet. 1978 trat die FMF dem Kontinentalverband CAF bei, und 1980 wurde sie Mitglied des Weltverbandes FIFA. 
Die FMF organisiert die nationale Fußball-Liga Moçambola und ist für die mosambikanische Fußballnationalmannschaft zuständig. Seit August 2015 ist Simango Júnior Verbandspräsident.